# Idioma kuuk yak
Kuuk Yak, o el idioma serpiente, si se traduce literalmente, es una lengua extinta pama que se hablaba en la península del Cabo York de Queensland, Australia.
Se sabe muy poco sobre el idioma, pero un pequeño número de personas en el asentamiento Pormpuraaw pueden recordar fragmentos del idioma. Barry Alpher actualmente está tratando de recopilar todas estas piezas y fragmentos de información para su léxico y gramática del idioma, y para comprender la clasificación genética del idioma, que alguna vez tuvo se ha pensado que quizás sea un dialecto del idioma kuuk thaayorre.